# Wendell H. Meade
Wendell Howes Meade (* 18. Januar 1912 in Paintsville, Kentucky; † 2. Juni 1986 in Lexington, Kentucky) war ein US-amerikanischer Politiker. Zwischen 1947 und 1949 vertrat er den Bundesstaat Kentucky im US-Repräsentantenhaus.

## Werdegang
Wendell Meade besuchte die öffentlichen Schulen seiner Heimat. Danach absolvierte er im Jahr 1929 die High School am Kentucky Military Institute in Lyndon. Von 1930 bis 1933 studierte Meade am Western State Teachers College in Bowling Green. Anschließend arbeitete er bis 1936 im Bankgewerbe. Nach einem Jurastudium an der University of Louisville und seiner 1939 erfolgten Zulassung als Rechtsanwalt begann er in Paintsville in diesem Beruf zu arbeiten. Während des Zweiten Weltkriegs war Meade zwischen 1943 und 1946 Leutnant in der United States Navy. Dabei war er vor allem im Südpazifik eingesetzt. Nach dem Krieg praktizierte er wieder als Anwalt. Gleichzeitig schlug er als Mitglied der Republikanischen Partei eine politische Laufbahn ein.
Bei den Kongresswahlen des Jahres 1946 wurde Meade im siebten Wahlbezirk von Kentucky in das US-Repräsentantenhaus in Washington, D.C. gewählt, wo er am 3. Januar 1947 die Nachfolge des Demokraten Andrew J. May antrat. Da er bereits bei den folgenden Wahlen des Jahres 1948 gegen Carl D. Perkins verlor, konnte er bis zum 3. Januar 1949 nur eine Legislaturperiode im Kongress absolvieren. 1951 strebte er erfolglos die Nominierung seiner Partei für die Gouverneurswahlen in Kentucky an.
Zwischen 1957 und 1961 arbeitete Meade für die Federal Housing Administration. Danach war er für einen Baukonzern in Phoenix (Arizona) tätig. In den Jahren 1968 und 1969 war er als Staatsbeauftragter der Regierung von Kentucky für die Personalverwaltung dieses Bundesstaates zuständig. Von 1969 bis 1970 war er Mitglied des Ausschusses, der sich mit Versorgungsansprüchen der Arbeitnehmerschaft (Workman’s Compensation) befasste. Wendell Meade verbrachte seine letzten Lebensjahre in Richmond und starb am 2. Juni 1986 in Lexington.